# Слепи путник на броду лудака
Слепи путник на броду лудака је телевизијски филм из два дела у продукцији Радио-телевизије Србије. Режирао га је Горан Марковић, док је сценарио написао Вуле Журић.

## Радња
Радња се одиграва у београдској душевној болници на Губеревцу током Првог светског рата, где своје последње године живота проводи српски књижевник Петар Кочић. Поред доктора и других пацијената са којим је Кочић живео, телевизијски филм приказује и Кочићевог опонента, неталентованог културног делатника Косту Хермана, који је био заменик војног гувермана у окупираном Београду и који вођен љубомором жели да напакости Кочићу. Овим филмом РТС се укључио у обележавање стогодишњице смрти Петра Кочића. Уједно је и још један видљив и значајан допринос РТС-а у обележавању стогодишњице Великог рата.

## Улоге
| Глумац                      | Улога                 |
| --------------------------- | --------------------- |
| Игор Ђорђевић               | Петар Кочић           |
| Александар Ђурица           | Коста Херман          |
| Тихомир Станић              | др. Стојимировић      |
| Маша Дакић                  | Елена                 |
| Радоје Чупић                | др. Суботић           |
| Јелена Ђокић                | др. Славка            |
| Андријана Оливерић          | Бошњаковићка          |
| Горан Шушљик                | Бурбон                |
| Немања Оливерић             | Бертолд               |
| Александар Срећковић Кубура | Арса Лорд             |
| Срђан Тимаров               | Душан Срезојевић      |
| Зинаида Дедакин             | тетка Мара            |
| Радован Миљанић             | Посланик Димитријевић |
| Мирољуб Лешо                | отац прота            |
| Бранко Јеринић              | Тутуновић             |
| Јован Јовановић             | Јован                 |
| Лука Абрамовић              | непознато лице        |
| Бранка Шелић                | мајка                 |
| Миона Марковић              | трудница              |